# Rejet de l'intelligence artificielle
Le rejet de l'intelligence artificielle est un comportement marqué par le refus d'utiliser l'intelligence artificielle sous ses formes partielles ou totales. Il peut être motivé par la peur de l'IA en elle-même (voire une phobie), la prise de conscience du risque encouru, des problèmes d'éthique et de morale, un positionnement politique ou bien d'autres raisons particulières.

## Histoire
Lors du développement de l'intelligence artificielle, plusieurs philosophes contestent l'efficacité de cette nouvelle technologie, et refusent de l'utiliser. Un des premiers opposants est John Lucas, qui s'appuie sur le théorème d'incomplétude de Gödel pour contester l'aptitude des démonstrateurs automatiques de théorèmes à démontrer certaines affirmations[réf. à confirmer]. Hubert Dreyfus ridiculise les promesses non tenues des années 1960 et critique les hypothèses de l'IA, argumentant que le raisonnement humain avait en fait besoin de très peu de « traitement symbolique » mais surtout de sentiment d’embodiment, d'instinct, d'un « savoir-faire » inconscient. L'argument de la chambre chinoise avancé par John Searle en 1980, tente de montrer qu'on ne peut pas dire qu'un programme « comprend » les symboles qu'il utilise (une qualité appelée « intentionnalité »). Si les symboles n'ont aucun sens pour la machine, on ne peut, dixit Searle, qualifier la machine de « pensante»[réf. à confirmer].

## Aspect sociétal

### Dans le cadre professionnel
Plusieurs entreprises refusent que leurs employés utilisent l'IA dans leur travail, notamment par souci de préservation de la sécurité des données, de la qualité du travail produit et/ou de la propriété intellectuelle. En particulier, l'intelligence artificielle générative est proscrite pour les tâches quotidiennes. Certaines multinationales, comme Apple et Samsung, invoquent le risque de fuite de leurs données. Les banques de Wall Street, quant à elles, interdisent des plateformes comme ChatGPT car elles risqueraient de violer des années de construction de la régulation du marché financier.
Mais beaucoup de clients se prononcent également contre l'utilisation de l'IA par les entreprises. Dans un sondage réalisé par Gartner en juillet 2024, sur un échantillon de 6 000 consommateurs, 53% d'entre eux seraient prêts à aller chez un concurrent s'ils apprenaient qu'une entreprise qu'ils fréquentaient utilisait l'IA pour le service client,.

### En justice
Certaines institutions ont décrété l'interdiction de l'IA dans les tribunaux. En novembre 2024, en Australie, la Nouvelle-Galles du Sud interdit l'IA pour la rédaction de déclarations sous serment, de déclarations de témoins, d'attestations de moralité ou d'autres documents destinés à refléter le témoignage et/ou l'opinion du déposant ou du témoin, ou d'autres documents présentés à titre de preuve ou utilisés dans le cadre d'un contre-interrogatoire,.

### Cas particuliers
Plusieurs personnes refusent d'utiliser l'IA, que ce soit par prise de conscience de l'impact sur l'environnement,,, mais également par la croyance que l'IA risque d'abrutir la population humaine.